# Cerkev Vnebohoda, Almati
Cerkev Vnebohoda (rusko Вознесенский собор, Vosnesenskij sobor, kazaško Вознесенск кафедралы шіркеуі, Voznesensk kafedraly širkeýi), znana tudi kot cerkev Zenkova, je ruska pravoslavna cerkev v parku Panfilov v Almatiju v Kazahstanu. Cerkev (sobor v ruščini), dokončana leta 1907, je narejena iz lesa in sestavljena brez žebljev. Njena višina je 56 metrov in naj bi bila druga najvišja lesena cerkev na svetu.

## Zgodovina
V poznem 19. stoletju so prvi škofje turkestanske eparhije razpravljali o potrebi po ruski pravoslavni cerkvi v Almatiju. 26. septembra 1903 je škof Turkestana in Taškenta Pajzij (Vinogradov) posvetil temelje cerkve. Gradnja je potekala med letoma 1904 in 1907.
Zvonik je bil postavljen 14. septembra 1906. Cerkev je potres leta 1911 preživela z minimalno škodo, čeprav je bila zgrajena brez žebljev, kar so nekateri škofje pripisovali božjemu posredovanju. Nekateri špekulirajo, da je bila odločitev, da se vzdržijo uporabe žebljev, posledica njihovega prispevka k Jezusovemu križanju.
Notranja zgradba cerkve je bila izdelana v umetniških delavnicah v Moskvi in Kijevu. Ikonostas je naslikal N. Hludov. Po ruski revoluciji je bila cerkev uporabljena za namestitev Centralnega državnega muzeja Kazahstanske sovjetske socialistične republike. Od leta 1930 do 1940 so jo uporabljale pomembne javne organizacije. Prvi radijski oddajniki v Almatiju so bili v zvoniku.
Obnovitvena dela na cerkvi so se začela leta 1973 in so trajala do leta 1976. Maja 1995 je bil nadzor nad cerkvijo vrnjen Ruski pravoslavni cerkvi. Leta 1997 je bila po dodatnih obnovitvenih delih ponovno odprta za bogoslužja.
Od julija 2017 je bila cerkev doživela obsežno rekonstrukcijo, ki se je končala 28. oktobra 2020. Trenutno je odprta za javnost in sprejema novince in goste.

## Spominski kovanec
2. junija 2007 je Narodna banka Kazahstana dala v obtok 4000 kosov kovanca za 500 tenge v srebru čistine 925 z namenom spodbujanja razumevanja kulture Kazahstana in podporo ideji religije kot miroljubnega učenja o duhovnem in moralnem samoizpopolnjevanju osebe. Na kovancu je grb Kazahstana, na sprednji strani pa so upodobljeni napisi, razdeljeni s pikami na njegovem obodu, ki pravijo 500 ТЕҢГЕ, ҚАЗАҚСТАН РЕСПУБЛИКАСЫ v kazaščini in РЕСПУБЛИКА КАЗАХСТАН v ruščini. Zadaj: v sredini - podoba katedrale Voznesenskega v mestu Alma-Ata, v zgornjem delu - obodni napisi КАФЕДРАЛЫҚ ШІРКЕУ in КАФЕДРАЛЬНЫЙ СОБОР in blagovna znamka kazahstanske kovnice, na levi strani - napis ALMATY 2007, na spodaj - napis Ag 925 31.1g.
- Stranski pogled na cerkveno poslopje
- Notranjost

## V popularni kulturi
- Zgodovina nastanka cerkve in njene uporabe v poznih 1920-ih in zgodnjih 1930-ih je opisana v romanih Jurija Dombrovskega Varuh starin (Хранитель древностей) in Fakulteta nepotrebnih stvari (Факультет ненужных вещей).